# Daunorubicin
Daunorubicin (DNR) ist ein natürliches Glycosid und Antibiotikum aus der Gruppe der Anthracycline. Es wird als Zytostatikum im Rahmen der Kombinationschemotherapie von akuten Leukämien verwendet.

## Herkunft und Herstellung
Daunorubicin wird von Streptomyces peucetius und Streptomyces coeruleorubidus produziert.

## Wirkungsmechanismus
Daunorubicin ist ein DNA-Interkalator. Die planare Struktur bedingt die Interkalation zwischen den Nukleinbasen der DNA. Dies blockiert die Transkription der DNA zur Synthese von RNA bzw. die Replikation der DNA im Rahmen der Zellteilung. Diese Wirkung wird auch durch Inhibition der Topoisomerase II vermittelt.
Zusätzlich wirkt Daunorubicin über Redox-Reaktionen. Hierbei wird Daunorubicin zu einem Zwischenprodukt mit Eigenschaften eines freien Radikals aktiviert. Dieses Daunorubicin-Radikal transferiert seine Elektronen auf molekularen Sauerstoff, was im weiteren Verlauf zur Bildung von zytotoxischen Superoxid- und Hydroxyl-Radikalen führt. Diese können abgesehen von ihren toxischen Wirkungen auch DNA-Strangbrüche induzieren. Aufgrund des Reichtums von Sauerstoff und katalytisch wirkendem Eisen ist der Herzmuskel von diesem Wirkungsmechanismus besonders betroffen.

## Pharmakokinetik

### Wechselwirkungen (Interaktionen)
Bei gemeinschaftlicher Verabreichung von Heparin und Daunorubicin fallen die beiden Substanzen in der Infusionslösung aus. Eine getrennte Zufuhr ist daher erforderlich.
Durch die Einwirkung von Daunorubicin wird die Aufnahme von Ciprofloxacin aus dem Darm behindert. Dies resultiert in einem Wirkungsverlust von Ciprofloxacin bei dessen oraler Verabreichung.

## Anwendungsgebiete
Daunorubicin wird als Zytostatikum zur Behandlung von Krebserkrankungen eingesetzt. Es findet keinen Einsatz als Immunsuppressivum bei Autoimmunerkrankungen.

### Erwachsene
Daunorubicin wird bei der Behandlung der akuten myeloischen Leukämie und der akuten lymphatischen Leukämie eingesetzt. Die Behandlung erfolgt fast ausschließlich in Kombination mit anderen Zytostatika.

### Kinder und Jugendliche
Daunorubicin wird bei der Behandlung der akuten myeloischen Leukämie und der akuten lymphatischen Leukämie (ALL) eingesetzt. Die Behandlung erfolgt fast ausschließlich in Kombination mit anderen Zytostatika.
Bei der ALL wird Daunorubicin am Anfang der Behandlung (sogenannte Induktionsphase) eingesetzt.
Daunorubicin wird ausschließlich als intravenöse Infusion verabreicht.

## Nebenwirkungen
Die Nebenwirkungen von Daunorubicin erklären sich durch die wachstumshemmende und zellgiftige Wirkung bzw. den Wirkungsmechanismus von Daunorubicin. Prinzipiell werden alle Gewebe, welche eine hohe Wachstums- bzw. Zellteilungsrate haben (Schleimhäute, Haare, Blutbildung in Knochenmark) bevorzugt geschädigt. Eine Besonderheit ist die Kardiotoxizität (Herzschädigung) von Daunorubicin, die ihre teilweise Erklärung in dem vermehrten Vorhandensein von Sauerstoff (Myoglobin, Durchblutung) und Eisen (katalytische Wirkung, Fenton-Reaktion) im Herzmuskel findet.

### Gastrointestinaltrakt
Schleimhautschädigung (Mukositis). Durch die Einwirkung von Daunorubicin werden die schnell wachsenden Schleimhäute insbesondere des Magen-Darm-Traktes geschädigt. Das Ausmaß der Schädigung kann geringfügig sein; zumeist sind die Schleimhautschädigungen so ausgeprägt, dass es zu Geschwürbildungen (Ulcera) kommt. Die Schleimhautschädigung bedingt einerseits Schmerzen im Mund (Stomatitis) oder Bauch durch die nicht mehr zureichend vorhandene Barrierefunktion der Schleimhaut (diese können morphinpflichtig sein), andererseits ist die Infektionsgefahr durch Übertritt von pathogenen Bakterien, Viren und Pilzen aus dem Mund- bzw. Darminhalt in die Blutbahn deutlich erhöht.
Übelkeit und Erbrechen. Diese Nebenwirkungen werden teilweise direkt durch Daunorubicin ausgelöst, teilweise können sie auch Folge der Schleimhautschädigung sein. Übelkeit und Erbrechen infolge oder während Daunorubicin-Therapie bedürfen einer antiemetischen Therapie mit beispielsweise Ondansetron, Tropisetron oder Granisetron. Das Ausmaß des Erbrechens kann gegebenenfalls so schwerwiegend sein, dass es zu behandlungsbedürftigen Störungen des Wasser-Salz-Haushaltes kommt.
Bauchschmerzen. Als Folge der Schleimhautschädigung des Darms treten nach Gabe von Daunorubicin zumeist zeitgleich mit Durchfall auch Bauchschmerzen auf.
Durchfall. Durchfall tritt infolge Daunorubicin-Gabe dann auf, wenn die Schleimhautschädigung insbesondere im Darm so stark ist, dass die Darmfunktion wesentlich beeinträchtigt wird. Der Durchfall kann so ausgeprägt sein, dass es zu behandlungsbedürftigen Änderungen des Wasser- und Salzhaushaltes kommen kann. Durchfälle können bei gleichzeitiger Thrombopenie zu behandlungsbedürftigen Blutungen führen.

### Blutbildung, Blutungen und Infektionen
Leukopenie, Anämie, Thrombopenie. Daunorubicin schädigt bei Gabe die Blutbildung im Knochenmark. Hieraus resultiert ein Abfall der Anzahl der Leukozyten (Leukopenie) und der Thrombozyten (Thrombopenie), weniger der Erythrozyten (Anämie). Mit der Leukopenie tritt auch eine Neutropenie auf. Der Nadir (Tiefpunkt) wird 8–10 Tage nach Daunorubicin-Gabe erreicht. 14–21 Tage nach Daunorubicin-Gabe zeigt das Knochenmark und die Blutbildung sich erholt.
Infektionen. Als Folge der Leukopenie (insbesondere der Neutropenie) treten unter Daunorubicin-Therapie bzw. nach der Gabe von Daunorubicin vermehrt Infektionen auf. Diese sind vor allem bakteriell oder mykotisch. Die Infektionen können schwerwiegend bis lebensbedrohlich sein. Zusätzlich können infolge der Lymphopenie auch Infektionen mit Viren auftreten. Auch diese sind gegebenenfalls schwerwiegend bis lebensbedrohlich.
Blutungen. Durch die Thrombopenie nach Daunorubicin-Gabe ist die Blutungsgefahr erhöht. Die Blutungsgefahr kann weiter steigen, wenn durch Störungen der Leberfunktion (auch durch Daunorubicin) gleichzeitig neben dem Abfall der Thrombozyten auch eine Minderung der Gerinnungsfaktoren vorliegt. Die Blutungsgefahr ist auch dann deutlich erhöht, wenn gleichzeitig zur Thrombopenie auch eine ausgedehnte Schädigung der Schleimhäute vorliegt.

### Haarausfall
Haarausfall (Alopezie). Analog zur Schädigung der schnell wachsenden Schleimhaut wird auch der Haarwuchs durch Daunorubicin gestört. Die Schädigung kann zwischen einem Stillstand des Haarwachstums und einem vollständigen Haarausfall variieren. Diese Nebenwirkung ist zumeist voll umkehrbar nach Beendigung der Therapie mit Daunorubicin bzw. anderen Zytostatika.

### Kardiotoxizität
Die herzschädigende (kardiotoxische) Wirkung von Daunorubicin entspricht im Wesentlichen der anderer Anthracycline (Doxorubicin, Epirubicin, Idarubicin) und Anthracenedione (Mitoxantron). Es wird zwischen einem Sofort-Typ und einem Spät-Typ unterschieden:
Akute Kardiotoxizität. Der sogenannte Sofort-Typ ist gekennzeichnet durch Rhythmusstörungen, Endomyokardfibrose, Angina Pectoris bzw. Peri- und/oder Myokarditis. Er ist dosisunabhängig und tritt zumeist während oder unmittelbar nach Gabe von Daunorubicin auf. Je nach Ausprägung und Schädigung kann diese Nebenwirkung umkehrbar oder unumkehrbar sein.
Kardiomyopathie (Herzmuskelschaden). Die Kardiomyopathie tritt zumeist nach wiederholten Gaben von Daunorubicin auf. Sie ist in ihrem Auftreten abhängig von der verabreichten Gesamtdosis an Daunorubicin (und anderen Anthracyclinen bzw. Antracenedionen). Zwischen dem Auftreten der Symptome wie Leistungsschwäche, Lungenödem und Herzinsuffizienz und der Gabe von Daunorubicin können Wochen und Monate, zumeist sogar Jahre liegen (Spät-Typ Kardiotoxizität). In der Zwischenzeit kann völlige Symptomfreiheit bestehen. Die kumulative Dosis Daunorubicin, ab der vermehrt Kardiomyopathien beobachtet werden, ist 450 bis 550 mg/m2 KOF (auch bis 600 mg/m2 KOF) beim Erwachsenen, 300–400 mg/m2 KOF (auch bis 450 mg/m2 KOF) bei Kindern über 2 Jahre bzw. 10 mg/kg Körpergewicht bei Kindern unter 2 Jahren.
Der Verlauf einer Daunorubicin-bedingten Kardiomyopathie kann so schwer sein, dass nur eine Herztransplantation eine Heilung bzw. Besserung des Zustandsbildes bewirken kann. Die Durchführung von Echokardiographien vor jeder Gabe Daunorubicin ist eine wirksame Maßnahme zur Früherkennung eines erhöhten Kardiomyopathie-Risikos: als Parameter wird hierbei die ejection fraction (EF) herangezogen, wobei 28 % den unteren Grenzwert des Normalbereichs bezeichnet. Sofern weitere kardiotoxische (schädliche Wirkung auf das Herz) Medikamente verabreicht worden sind oder eine Bestrahlung des Brustkorbes im Vorfeld durchgeführt worden ist, kann die Kardiomyopathie verstärkt auftreten.

## Gegenanzeigen (Kontraindikationen)
- Schwangerschaft
- Stillzeit
- Impfungen mit Lebendimpfstoffen
- schwere Herzerkrankungen

## Handelsnamen
Monopräparate
Cerubidine (CH), Daunoblastin (D, A), DaunoXome (A)